# Чехия на зимних Олимпийских играх 1998
Чехия принимала участие в Зимних Олимпийских играх 1998 года в Нагано (Япония) во второй раз за свою историю, и завоевала одну бронзовую, одну серебряную, одну золотую медаль.

## Золото
- Хоккей, мужчины.

## Серебро
- Лыжные гонки на зимних Олимпийских играх 1998, женщины — Катержина Нойманова.

## Бронза
- Лыжные гонки на зимних Олимпийских играх 1998, женщины — Катержина Нойманова.